# Дионисий (Романо)
Епи́скоп Диони́сий (рум. Episcopul Dionisie, в миру Димитрие Романо, рум. Dimitrie Romano; 29 июля (10 августа) 1806, Сэлиште (ныне жудец Сибиу, Румыния) — 18 (30) января 1873, Бузэу, Румыния) — румынский религиозный деятель, переводчик, издатель, почётный член Румынской академии, епископ Румынской православной церкви, епископ Бузэуский.

## Биография
В 1823 года был пострижен в монашество в Нямецком монастыре с именем Дионисий, затем рукоположён в сан диакона. Отправился в Бухарест, где в свободное от работы в типографии Чишмяуа Маврогени время посещал курсы в коллеже святого Саввы. Там же окончил курсы по подготовке первых румынских учителей и был назначен директором в только что открывшуюся в 1832 году в Бузэу первую национальную школу (преподавание велось на румынском языке). Способствовал отмене телесных наказаний, использовал передовые методы обучения. В 1840 году основал при школе для учителей библиотеку с румынскими книгами, впоследствии ставшую публичной. Его трудами были построены 2 школьных здания, изданы новые учебные пособия.
Некоторое время был директором епархиальной типографии и учителем в школе писарей при Бузэуской епископии. В 1838—1843 годы — ревизор сельских школ в жудеце Бузэу. В 1839 году в сотрудничестве с преподавателем духовной семинарии Гавриилом Мунтяну начал выпуск «Церковного вестника» (Vestitorul Bisericesc: Gazetă religioasă şi morală), ставшего первым церковным периодическим изданием в Валашском княжестве. Данное издание осуществлялось до 1849 года. За эту и последующую деятельность его назвали «отцом румынской церковной журналистики».
В 1843—1848 годы был директором и преподавателем Бухарестской духовной семинарии, возведён в сан архимандрита. Участвовал в революции 1848 года в Валахии, в том же году перевёл и издал произведение христианского социалиста, французского аббата Фелисите Робера де Ламенне «Слова верующего» (Cuvintele unui credincios).
Подвергся кратковременному аресту, затем был сослан в Трансильванию. В 1849—1851 годы пребывал в Монастыре Бэбени. В 1851—1853 годы служил игуменом (настоятелем) Монастыря Садова, где открыл школу для монахов и детей из окрестных сёл. В 1850—1853 годы издавал в Бухаресте газету «Eho eclesiastic» с приложением «Нравственно-религиозная библиотека» (Biblioteca religioasă-morală). В приложении к газете вышло множество брошюр, в основе которых лежали переработанные или переведённые архимандритом Дионисием произведения различных авторов, например «Гений христианства» (Geniul creştinismului) Франсуа Рене Шатобриана (1850), «Исповедь» (Din confesiile) блаженного Августина (1850) и др., книги дидактически-назидательного характера и молитвословы.
В 1853 году, когда Княжество Валахия во время Крымской войны заняли русские войска, архимандрит Дионисий удалился в Нямецкий монастырь. В 1855—1857 годы был настоятелем монастыря и в 1856 году при обители основал духовную семинарию, в городе Тыргу-Нямц открыл начальную школу с общежитием для 50 учеников и гимназию, находившуюся на содержании монастыря. Архимандрит Дионисий возобновил деятельность монастырской типографии и создал библиотеку, реорганизовал монастырскую больницу, выстроил новые келии и архондарик. В 1857 году, после того как покровительствовавший Дионисию господарь Григорий Александр Гика потерял престол, был лишён настоятельства и поселился в Яссах. Здесь он принял участие в движении за объединение Дунайских княжеств.
19 июня 1859 году правительством Александру Иоана Кузы был временно назначен на Бузэускую епархию, сменив заболевшего епископа Филофея (Пыршоя), хиротония его состоялась в Яссах только 3 февраля 1862 года. С ноября 1864 по май 1865 года временно возглавлял Хушскую епархию.
26 мая 1865 года был назначен епископом Бузэуским. В Бузэу епископ Дионисий вновь открыл и реорганизовал епархиальную типографию, в которой были изданы богослужебные и другие книги, причём Евангелие и Апостол впервые отпечатаны латинским шрифтом. Открыл монастырские школы для иноков в Ските Дэлхэуци, которая переведена впоследствии в Скит Нифон, и для инокинь в скитах Рэтешти и Котешти. Считал, что монашество должно приносить обществу также и материальную пользу, основал при монастырях мастерские, оказывал помощь монастырям и учреждениям культуры. Пожертвовал коллекцию книг (XVI—XVIII веков) Румынскому академическому обществу и был избран его почётным членом.
После его кончины его библиотека, содержавшая свыше 150 рукописей на румынском, греческом, славянском, турецком и арабском языках и около 7 тысяч печатных книг, была передана в Румынскую академию наук.